# Ga Bang Phlu MRT
Ga Bang Phlu (tiếng Thái: สถานีบางพลู, phát âm [sā.tʰǎː.nīː bāːŋ pʰlūː]) là một ga Bangkok MRT trên Tuyến Tím. Nhà ga mở cửa ngày 6 tháng 8 năm 2016 nằm trên đường Rattanathibet ở tỉnh Nonthaburi. Nhà ga có bốn lối vào.